# Ortaklar, Çamlıhemşin
Ortaklar là một xã thuộc huyện Çamlıhemşin, tỉnh Rize, Thổ Nhĩ Kỳ. Dân số thời điểm năm 2010 là 25 người.